# 198
198 (CXCVIII) var ett normalår som började en söndag i den julianska kalendern.

## Händelser

### Okänt datum
- Publius Septimius Geta, son till Septimius Severus, får titeln Caesar.
- Caracalla, son till Septimius Severus, får titeln Augustus.
- Olympianos efterträds som patriark av Konstantinopel av Markus I.
- Den kinesiske krigsherren Cao Cao besegrar Lü Bu i slaget vid Xia Pi.

## Avlidna
- Lü Bu, kinesisk krigsherre och militär ledare